# 池上ケイ
池上 ケイ（いけがみ ケイ、1979年6月5日 - ）は、福岡県大牟田市出身の女性歌手、シンガーソングライターである。以前の所属レコード会社はEMIミュージック・ジャパン（旧 東芝EMI）、以前の所属事務所はユーズミュージック。血液型はA型。

## 略歴
高校卒業後、上京。看護師の仕事をしながらberry名義でインディーズ活動を行う。2006年3月24日、「咲きましょう」でユナイテッド・アジアエンターティメントからメジャーデビュー。同年11月に、より本名に近いアーティスト名、池上ケイへの改名を発表。2007年1月10日、池上ケイ名義での最初のシングル「Grow」を東芝EMIから発売。2009年3月、活動の中心をシンガーソングライターから作詞・作曲家へと移すことを発表。同年6月5日、仕事を通して出逢ったレコーディングエンジニアと入籍。

## 人物
- 2008年5月のライブで共演した際に星村麻衣と同じマンションに住んでいることが判明した。それ以外にも共通点（飼っている犬の誕生日が同じ、など）が見つかり、親しくなる。

・夫はレコーディングエンジニアの戸田清章

## ディスコグラフィー

### berry名義

#### シングル
1. t.i.a.d （2001年 IRDJ-1001）
  1. t.i.a.d
2. とどかない涙 （2002年5月22日 DDCA-1007）
  1. とどかない涙
  2. 風にまかせて
  3. とどかない涙〜pf version〜
  4. とどかない涙〜instrumental〜
3. SEEK （2003年10月8日）
  1. SEEK
  2. stage
  3. ベル
4. 咲きましょう （2006年3月24日 UECM-1003）
  1. 咲きましょう
    - TBS系「所萬遊記」エンディングテーマ

  2. Hold on

#### アルバム
1. berry one
  1. 愛に迷って
  2. 遠くへ
  3. FOREVER
2. berry two （2000年10月27日 SS-PRB002）
  1. hunting
  2. 唇
  3. 恋の終わりに
  4. Baby's Breath
  5. ソルジャー
  6. 「祈り」
3. TIME for CHANGE （2002年1月18日 IRCJ-1017）
  1. Daisy
  2. 遠くへ（'02 Ver.）
  3. Pure
  4. Girl
  5. Tomorrow
  6. t.i.a.d（album mix）
4. PRIMAL FEAR （2003年11月12日 FHG-101）
  1. 月みず月
  2. 一つの場所
  3. 記憶の泉
  4. stage
  5. I'm whim
  6. seek
  7. あの夏
  8. とどかない涙〜pf version〜
  9. I'll be alright
  10. 蒼の時間

### 池上ケイ名義

#### シングル
1. Grow （2007年1月10日 TOCT-40083）
  1. Grow
    - フジテレビフラワーセンターイメージソング
    - BSジャパン『GAME JOCKEYII』エンディングテーマ

  2. Horizon
2. NAZE? （2007年6月27日 TOCT-40113）
  1. NAZE?
  2. Yours
3. Everlasting Snow/壊れかけのRadio （2007年11月14日 TOCT-40168）
  1. Everlasting Snow
  2. 壊れかけのRadio （徳永英明のカバー）
4. ひとひら、ふたひら （2008年4月30日 TOCT-40182）
  1. ひとひら、ふたひら
    - 東海テレビ制作フジテレビ系ドラマ「花衣夢衣」主題歌

  2. とどかない涙（ピアノ＆ヴォーカル）

#### アルバム
1. SOUND of Mind （2008年10月8日 TOCT-26594）
  1. One Shine
  2. This Love
  3. ひとひら、ふたひら
  4. Grow
  5. Yours
  6. 遠い空でも同じ夜
  7. Everlasting Snow
  8. Horizon
  9. 壊れかけのRadio
  10. NAZE?
  11. とどかない涙 2008
  12. 咲きましょう（Acoustic Version）
  13. Sound of Mind